# Tensor desviador
En álgebra lineal, el desviador o parte desviadora de un tensor de segundo orden es un tensor de traza nula, que resulta de la combinación lineal del tensor original y el tensor identidad. Específicamente, el tensor desviador D de un tensor T de dimensión n puede calcularse de la siguiente manera:

{\displaystyle \mathbf {D} =\mathbf {T} -{\frac {1}{n}}\mathrm {tr} (\mathbf {T} )\mathbf {I} ,\qquad D_{\beta }^{\alpha }=T_{\beta }^{\alpha }-{\frac {1}{n}}T_{\gamma }^{\gamma }\delta _{\beta }^{\alpha }}

## Aplicaciones
En mecánica de sólidos deformables la parte desviadora de un tensor de deformación puede relacionarse con cambios de forma de un sólido que no alteran el volumen (cambios de forma isocóricos).